# Amilcare Beretta
Amilcare Emilio Egidio Beretta (Milano, 10 dicembre 1885 – Milano, 12 novembre 1959) è stato un nuotatore, pugile e pallanuotista italiano.

## Biografia

### Nuoto
Nel nuoto ha vinto il suo primo titolo italiano nel 1904: è stato il primo campione nel nuoto a dorso. Ha vinto l'ultimo nel 1908, anno in cui vanta la partecipazione ai Giochi olimpici di Londra, quando i nuotatori italiani in squadra erano quattro: lui, Mario Massa, Oreste Muzzi e Davide Baiardo, nessuno dei quali ha gareggiato in finale.

### Pugilato
Tra il 1912 e il 1915 si è dedicato al pugilato salendo sei volte sul ring, con quattro vittorie, una sconfitta e un pari. È stato campione italiano dei pesi medi battendo a Milano Eustacchio Sala. Dopo una vittoriosa difesa ha dovuto cedere il titolo a Genova ad Alessandro Garassini, per poi abbandonare la boxe.

### Pallanuoto
Come pallanuotista della Rari Nantes Milano ha avuto il suo più grande successo nel 1920, quando ha vinto il Campionato italiano di pallanuoto ed è stato convocato con la squadra nazionale ai Giochi olimpici di Anversa del 1920, dove l'Italia fu eliminata agli ottavi di finale contro la Spagna. Durante quella partita Beretta fu tra i pochi ad entrare nell'acqua gelida nel primo tempo supplementare, a differenza di alcuni suoi compagni di squadra che si rifiutarono ed entrarono solamente nel secondo tempo supplementare.

### Opere
Nel 1924, con lo pseudonimo di Leandro Po, ha scritto un manuale di nuoto, Il nuoto: l'arte di nuotar bene

## Partecipazioni

### Campionati italiani
| Anno | Edizione | Stadio Lago | Stadio Fiume  | Miglio Lago | Dorso 100 m   | Sul fianco 100 m | 3x200 m Lago  | 3x200 m Fiume |
| ---- | -------- | ----------- | ------------- | ----------- | ------------- | ---------------- | ------------- | ------------- |
| 1903 | Assoluti | -           | Non disputata | 2º          | Non disputata | Non disputata    | Non disputata | Non disputata |
| 1904 | Assoluti | -           | Non disputata | -           | 1º            | 2º               | Non disputata | Non disputata |
| 1905 | Assoluti | 2º          | Non disputata | -           | 1º            | 1º               | Non disputata | Non disputata |
| 1907 | Assoluti | -           | Non disputata | -           | Non disputata | Non disputata    | 1º            | Non disputata |
| 1908 | Assoluti | 1º          | Non disputata | -           | Non disputata | Non disputata    | 2º            | Non disputata |
| 1910 | Assoluti | -           | 2º            | -           | -             | Non disputata    | -             | 2º            |

### Giochi olimpici
| Anno | 100m dorso            | 200m rana             |
| ---- | --------------------- | --------------------- |
| 1908 | Eliminato in batteria | Eliminato in batteria |

## Palmarès

### Pallanuoto

#### Club
- Campionato italiano: 1

Rari Nantes Milano: 1920

### Nuoto
- Oro ai Campionati italiani di nuoto: 5
- Argento ai Campionati italiani di nuoto: 6